# Magadha formosana
Magadha formosana är en insektsart som beskrevs av Matsumura 1914. Magadha formosana ingår i släktet Magadha och familjen vedstritar. Inga underarter finns listade i Catalogue of Life.